# Dectochilus brunnea
Dectochilus brunnea är en fjärilsart som beskrevs av W. Warren 1897. Dectochilus brunnea ingår i släktet Dectochilus och familjen mätare. Inga underarter finns listade i Catalogue of Life.